# Egittidi
Nella mitologia greca, gli Egittidi erano i cinquanta figli che Egitto aveva avuto da diverse donne. 

## Mito
Egitto voleva far sposare i suoi figli con le Danaidi, le loro cinquanta cugine e figlie di Danao, a sua volta fratello gemello dello stesso Egitto ma Danao e le sue figlie contrarie al matrimonio fuggirono ad Argo, dove però furono raggiunti dagli Egittidi. Qui Danao acconsentì al matrimonio ma disse alle proprie figlie di uccidere i loro mariti nella prima notte di nozze. Loro obbedirono tutte eccetto Ipermnestra, che risparmiò suo marito Linceo.

### Nomi
| Nome       | Madre    | Sposa                 |
| ---------- | -------- | --------------------- |
| Agattolemo |          | Pirene                |
| Archelao   |          | Assione               |
| Asteride   |          | Crisotemi             |
| Asterio    |          | Cleo                  |
| Bromio     | Caliadne | Erato                 |
| Calcodonte |          | Rodia                 |
| Cisseo     | Caliadne | Antelia               |
| Ctonio     | Caliadne | Brice                 |
| Driante    | Caliadne | Euridice              |
| Ermo       | Caliadne | Cleopatra             |
| Euriloco   | Caliadne | Autonoe               |
| Fante      | Caliadne | Teano                 |
| Imbro      | Caliadne | Evippe                |
| Linceo     |          | Ipermnestra           |
| Lisso      | Caliadne | Cleodore (o Cleodora) |
| Perifante  |          | Actea                 |
| Peristene  | Caliadne | Elettra               |
| Polittore  | Caliadne | Stigne                |
| Potamone   | Caliadne | Glaucippe             |